# Seattle Film Critics Society Awards 2017
2. ročník předávání cen Seattle Film Critics Society Award se konal dne 18. prosince 2017. Nominace byly oznámeny dne 11. prosince 2017. 

## Vítězové a nominovaní

### Nejlepší film
Uteč
- Dunkerk
- The Florida Project
- Lady Bird
- Logan: Wolverine
- Akta Pentagon: Skrytá válka
- Blade Runner 2049
- Nit z přízraků
- The Disaster Artist: Úžasný propadák
- Tři billboardy kousek za Ebbingem

### Nejlepší režisér
Christopher Nolan – Dunkerk
- Greta Gerwig – Lady Bird
- Jordan Peele – Uteč
- Sean Baker – The Florida Project
- Denis Villeneuve – Blade Runner 2049

### Nejlepší scénář
Lady Bird – Greta Gerwig
- Pěkně blbě - Emily V. Gordon a Kumail Nanjiani
- Uteč – Jordan Peele
- The Disaster Artist: Úžasný propadák – Scott Neustadter a Michael H. Weber
- Tři billboardy kousek za Ebbingem – Martin McDonagh

### Nejlepší herec v hlavní roli
Daniel Day-Lewis – Nit z přízraků
- James Franco – The Disaster Artist: Úžasný propadák
- Daniel Kaluuya – Uteč
- Gary Oldman – Nejtemnější hodina
- Robert Pattinson – Dobrý časy

### Nejlepší herečka v hlavní roli
Saoirse Ronan - Lady Bird
- Sally Hawkins - Tvář vody
- Frances McDormandová - Tři billboardy kousek za Ebbingem
- Meryl Streep - Akta Pentagon: Skrytá válka
- Margot Robbie - Já, Tonya

### Nejlepší herec ve vedlejší roli
Willem Dafoe - The Florida Project
- Barry Keoghan – Zabití posvátného jelena
- Sam Rockwell - Tři billboardy kousek za Ebbingem
- Patrick Stewart - Logan: Wolverine
- Michael Shannon – Tvář vody

### Nejlepší herečka ve vedlejší roli
Laurie Metcalf - Lady Bird
- Holly Hunter - Pěkně blbě
- Allison Janney - Já, Tonya
- Tiffany Haddish - Girls Trip
- Lesley Manville – Nit z přízraků

### Nejlepší obsazení
Uteč
- Akta Pentagon: Skrytá válka
- Dej mi své jméno
- Lady Bird
- Tři billboardy kousek za Ebbingem

### Nejlepší dokument
Visages, villages – Agnés Varda
- Město duchů– Matthew Heineman
- Step – Amanda Lipitz
- Ex Libris: knihovny New Yorku – Frederick Wiseman
- LA 92 – Daniel Lindsay a T.J. Martin

### Nejlepší cizojazyčný film
Raw • Francie/Belgie
- 120 BPM • Francie
- Mugen no džúnin  • Japonsko
- Frantz • Francie/Německo
- Thelma • Norsko

### Nejlepší animovaný film
Coco – Adrian Molina a Lee Unkrich
- Živitel – Nora Twomey
- LEGO Batman film – Chris McKay
- S láskou Vincent – Dorota Kobiela a Hugh Welchman
- Kimi no na wa. – Makoto Shinkai

### Nejlepší kamera
Blade Runner 2049 - Roger Deakins
- The Florida Project - Alexis Zabe
- Columbus - Elisha Christian
- Dunkerk - Hoyte van Hoytema
- Tvář vody - Dan Laustsen

### Nejlepší kostým
Mark Bridges - Nit z přízraků
- Renée April - Blade Runner 2049
- Jacqueline Durran - Kráska a zvíře
- Jacqueline Durran - Nejtemnější hodina
- Luis Sequeira - Tvář vody

### Nejlepší střih
Dunkerk – Lee Smith
- Blade Runner 2049 – Joe Walker
- Baby Driver - Paul Machliss a Jonathan Amos
- Uteč - Gregory Plotkin
- Lady Bird - Nick Houy

### Nejlepší skladatel
Nit z přízraků - Jonny Greenwood
- Blade Runner 2049 - Benjamin Wallfisch a Hans Zimmer
- Dunkerk - Hans Zimmer
- Válka o planetu opic - Michael Giacchino
- Okouzlení - Carter Burwell

### Nejlepší výprava
Blade Runner 2049 - Dennis Gassner a Alessadnra Querzola
- Dunkerk - Nathan Crowley a Gary Fettis
- Vražda v Orient expresu - Jim Clay a Rebecca Alleway
- Nit z přízraků - Mark Tildesley a Véronique Melery
- Tvář vody - Paul D. Austerberry, Shane Vieau a Jeffrey A. Melvin

### Nejlepší vizuální efekty
Válka o planetu opic - Joe Letteri, Dan Lemmon, Daniel Barrett, Joel Whist
- Blade Runner 2049 - John Nelson, Paul Lambert, Richard R. Hoover, Gerd Nefzer
- Tvář vody - Dennis Berardi, Luke Groves, Trey Harrell, P. Kevin Scott
- Dunkerk - Andrew Jackson, Andrew Lockley, Scott R. Fisher, Paul Corbould
- Valerian a město tisíce planet - Scott Stokdyk, Jérome Lionard

### Nejlepší mladý herec/mladá herečka
Brooklynn Prince - The Florida Project
- Dafne Keen - Logan: Wolverine
- Sophia Lillis - To
- Jacob Tremblay - (Ne)obyčejný kluk
- Millicent Simmonds - Okouzlení

### Nejlepší zloduch
Dennis - Rozpolcený - hraje James McAvoy
- Martin - Zabití posvátného jelena - hraje Barry Keoghan
- Philip Krauss - Detroit - hraje Will Poulter
- Richard Strickland - Tvář vody - hraje Michael Shannon
- Pennywise - To - hraje Bill Skarsgård